# 魔弾の射手 (漫画)
『魔弾の射手』（まだんのしゃしゅ）は、青池保子の漫画作品『エロイカより愛をこめて』の外伝的作品で、『月刊プリンセス』（秋田書店）の1982年8月号・9月号に掲載された。NATO情報部に勤務するエーベルバッハ少佐の活躍を描く。
日本の作家が諜報戦を描いた同じカテゴリーの作品類の中では、その内容はきわめて洗練され、欺瞞や裏切りに満ち味方さえ誰も信用できない非情な諜報世界を巧みに描き、そのリアルな作風はジョン・ル・カレやブライアン・フリーマントルの作品に迫る風格を備えている。少女マンガではあるが、恋愛の要素が一切無く、打算や保身、国家利益の入り交じった中年以降の男たちの非情な騙しあいの世界をシビアに描く。

## あらすじ
ソ連国家保安委員会（KGB）准将の大物オフィサーが西側への亡命を打診してきたため、エーベルバッハ少佐にその大物エージェントと接触して真意を探り、本意であれば支援せよとの命令が出された事が発端となって、次々と事件が起きる。准将は実は西側世界のスパイで、西側から送り込まれた逆スパイ達が監察官の“大掃除”に次々に引っかかり始めたため、身の危険を感じ、西側への亡命を望んでいた。
准将は西側へ亡命する条件として配下の逆スパイの保護を要求し、エーベルバッハ少佐はその一人（コードネーム・ボリス）を護衛する任務を与えられる。一方、監察官の指令を受け逆スパイを排除している連続殺人犯は“魔弾の射手”とあだ名される、KGBでも腕利きの殺し屋であった。彼は殺人そのものを楽しむ性癖があり、偽情報を流して標的となった逆スパイを苦しめるなど神経戦も行う。
エーベルバッハ少佐は、誰も信用せず猜疑心に満ちた逆スパイと接触し、彼を“魔弾の射手”から保護し、かつ准将の亡命をも成功させるという困難な任務をこなさなければならなくなった。
自分と本部のやり取りが明らかに敵方に漏れていることに気づいたエーベルバッハ少佐は、逆に自分を囮として罠を仕掛け、“魔弾の射手”を倒す。また本物の准将が既に収監され、自分と連絡を取っていたのはすり替わった当のKGBの監察官であったことを見抜き、逮捕する。

## 書籍情報
秋田書店からB5判ハードカバーで出版されているほか、秋田文庫にも収録されている。
- 青池保子 『魔弾の射手』〈ハードカバーB5判／豪華版シリーズ四六判[1]〉、全1巻、1983年7月5日初版発行（1983年6月3日発売）、ISBN 4-253-09952-1
- 青池保子 『魔弾の射手』〈秋田文庫：文庫判20-14〉、全1巻、2000年2月10日初版発行（2000年1月11日発売）、ISBN 4-253-17483-3
  - 「トラファルガー」、「アイビーNAVY」の2作も収録。
- 青池保子 『鉄のクラウス 〜スピンオフ〜』〈書籍扱いコミックス：A5判〉、全1巻、2013年4月30日初版発行（2013年4月16日発売[2]）、ISBN 978-4-253-10260-5
  - 「イブの息子たち 番外編グッドカンパニー」、「イブの息子たち 特別番外編」、「魔弾の射手」、「指輪物語〜ブラック・ジャック ALIVE〜」の漫画合計4編及びイラストなど、エーベルバッハ少佐のスピンオフ作品集。